# Xanthorhoe tatianaria
Xanthorhoe tatianaria är en fjärilsart som beskrevs av Krulikovski 1908. Xanthorhoe tatianaria ingår i släktet Xanthorhoe och familjen mätare. Inga underarter finns listade i Catalogue of Life.